# 兰溪城隍庙
兰溪城隍庙位于中国浙江省金华市兰溪市云山街道金钟岭社区庙前街北端18号、今延安路小学内，西邻状元第巷，保留明清风格的旧民居。东邻文襄巷，北侧是金钟岭。有唐文襄公祠即唐天官祠，祭祀明三边总制、三部尚书唐龙。

## 历史
兰溪城隍庙的建筑始建年代不详，最早可考为北宋崇宁四年（1105）县尉陸和中重建。明洪武三年扩建，占用镇守千户所故址。此后多次重建或修葺，包括明宣德初年、成化十六年、隆庆二年、万历年间、清嘉庆二年，勒有碑记。咸丰十一年（1862）太平军占领兰溪，焚毁城隍庙。目前的建筑系清同治二年（1863年）至光绪八年间陆续重建，二月初二城隍寿辰和三月十五日忠祐庙神寿辰，均由民间组织双庆会组织庆祝。1940年庙内创办中心国民学校。

## 建筑
兰溪城隍庙的建筑面向西南，依山而建，原有前后三进五开间，规模宏伟，占地面积1700平方米，中轴线上依次为头门、二门、前殿、中殿、寝殿，两侧为厢房等。头门在县前街，今延安路，三开间。头门内为庙前街，东侧有打铁巷，西侧有世德路、世德坊，尽头有默相坊，东侧有文襄坊、文襄巷。二门，五开间，门外有青石抱鼓，门内即前殿，五开间楼房，建有戏台。中殿前为“护国佑民”牌坊和香炉。头门与前殿已于1980年代拆除改建教学楼。
兰溪城隍庙现存中殿、后殿，雕刻精美，以及两殿之间的厢房，正殿和寝殿面阔均为五间。石柱硕大，雕刻精美。

## 保护
1992年12月31日，兰溪城隍庙公布为第二批兰溪市文物保护单位，编号不详。
2023年12月5日，兰溪城隍庙历史文化街区公布为第七批浙江省历史文化街区。